# Madambakkam
Madambakkam är en ort i Indien.   Den ligger i distriktet Kancheepuram och delstaten Tamil Nadu, i den södra delen av landet, 1 800 km söder om huvudstaden New Delhi. Madambakkam ligger 36 meter över havet och antalet invånare är 17 058.
Terrängen runt Madambakkam är platt. Runt Madambakkam är det tätbefolkat, med 683 invånare per kvadratkilometer. Närmaste större samhälle är Pallāvaram, 17,0 km nordost om Madambakkam. Omgivningarna runt Madambakkam är en mosaik av jordbruksmark och naturlig växtlighet.